# Estação Invalides
Invalides é uma estação das linhas 8 e 13 do Metrô de Paris. A estação localiza-se no 7.º arrondissement de Paris - Palais-Bourbon e está próximo do Hôtel des Invalides que lhe deu o nome. A estação possui acesso à estação de Invalides da Linha C do RER.

## História
A estação de metrô foi inaugurada em 13 de julho de 1913 como parte da Linha 8 entre Beaugrenelle (atualmente Charles Michels na linha 10) e Opéra. A estação da Linha 13 foi aberta em 20 de dezembro de 1923 como parte da linha 10 entre Invalides e Croix Rouge (uma estação a leste de Sèvres-Babylone, que foi encerrada durante a Segunda Guerra Mundial). Em 27 de julho de 1937, a secção da Linha 10 entre Invalides e Duroc tornou-se na primeira secção da antiga Linha 14, à qual foi ligada através de um túnel sob o Rio Sena. Mais tarde seria incorporada na Linha 13 em 9 de Novembro de 1976.

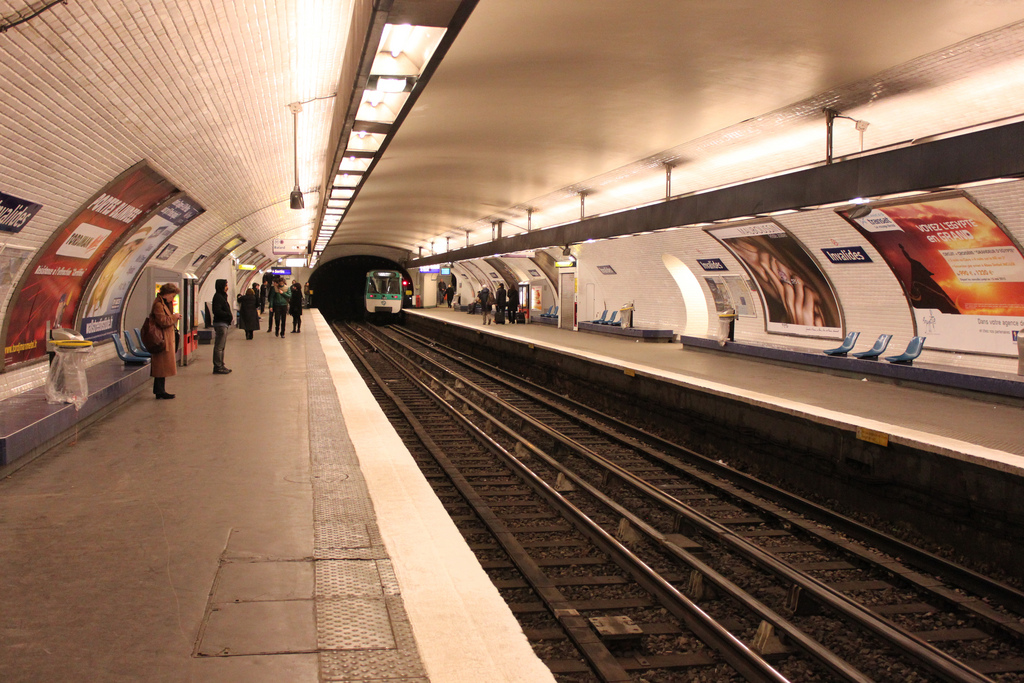
Plataformas da linha 8

A estação fica perto do Hotel des Invalides, do qual leva o seu nome: ela se encontra exatamente sob a Esplanade des Invalides, ao nível da rue de l'Université. Ao norte da entrada da estação se encontra a estação de Invalides, na linha C do RER com quem ela garante correspondência, e a estação aeroportuária da Air France. Ela foi o local de experimentação do TRAX (esteira rolante acelerada).
Em 2011, 6 931 062 passageiros entraram nesta estação. Ela viu entrar 7 283 347 passageiros em 2013, o que a coloca na 36ª posição das estações de metrô por sua frequência.

## Serviços aos Passageiros

### Acesso

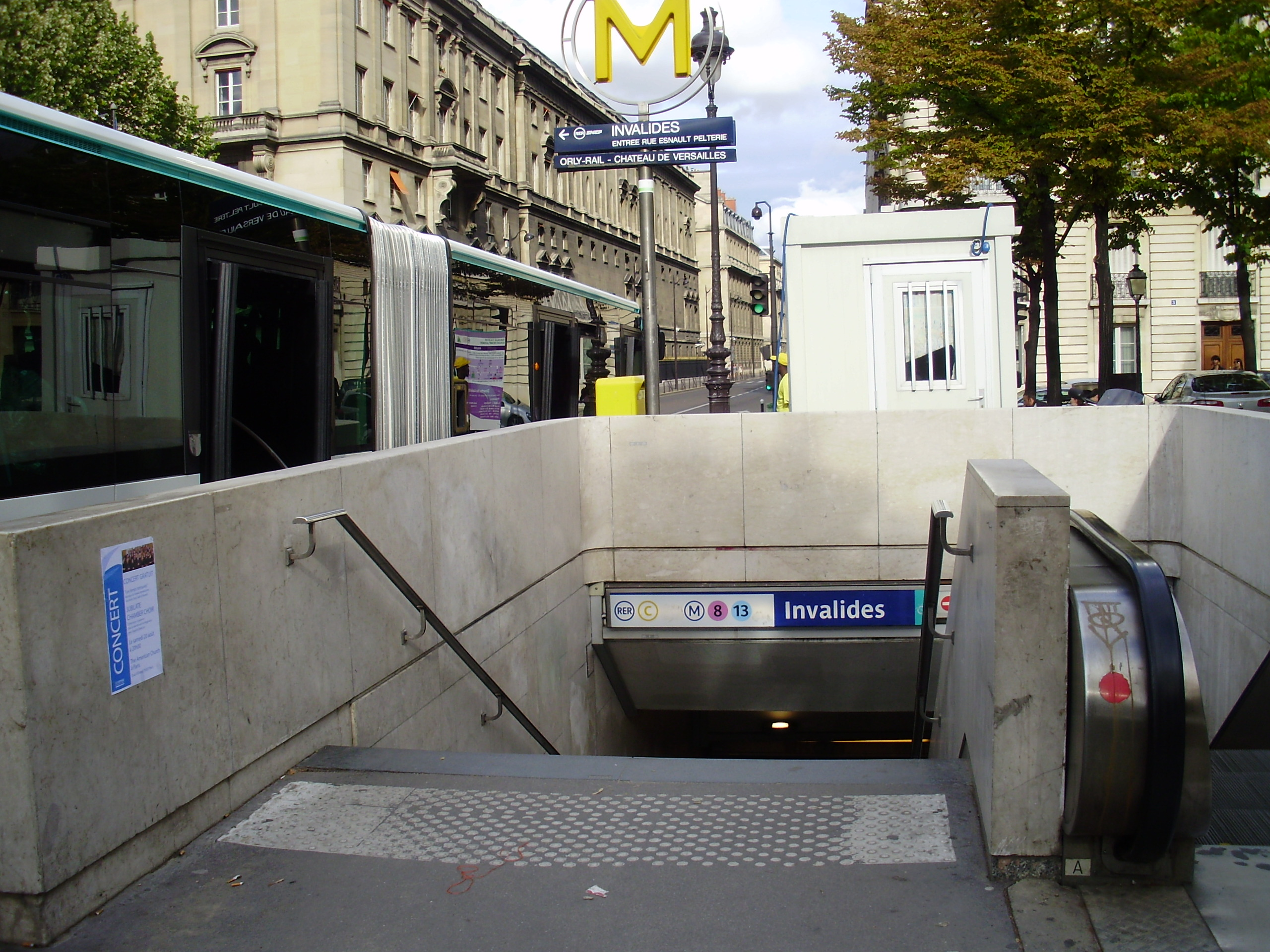
Entrada para a estação com um ônibus da linha Castor esperando para partir para a Gare d'Austerlitz.

A estação tem um único acesso dando para a parte oriental da esplanade des Invalides próximo do cruzamento da rue de Constantine e da rue de l'Université.

### Plataformas
A estação da linha 8 é de configuração padrão: ela possui duas plataformas laterais separadas pelas vias do metrô e a abóbada é elíptica. Uma parte da plataforma em direção a Balard não é acessível ao público ("plataforma morta"). Na linha 13, a disposição das plataformas tem a forma de duas semi-estações: em direção a Châtillon - Montrouge, uma plataforma central é enquadrada por duas vias, uma das quais serve como garagem de forma excepcional; em direção a Asnières - Gennevilliers ou Saint-Denis, uma única plataforma é servida por uma via. Estas duas semi-estações são decoradas em estilo "Andreu-Motte".

### Intermodalidade
A estação é servida pelas linhas 28, 63, 69, 83 e 93 da rede de ônibus RATP mais a linha de vocação turística OpenTour. Além disso, à noite, ela é servida pelas linhas N01 e N02 da rede de ônibus Noctilien.

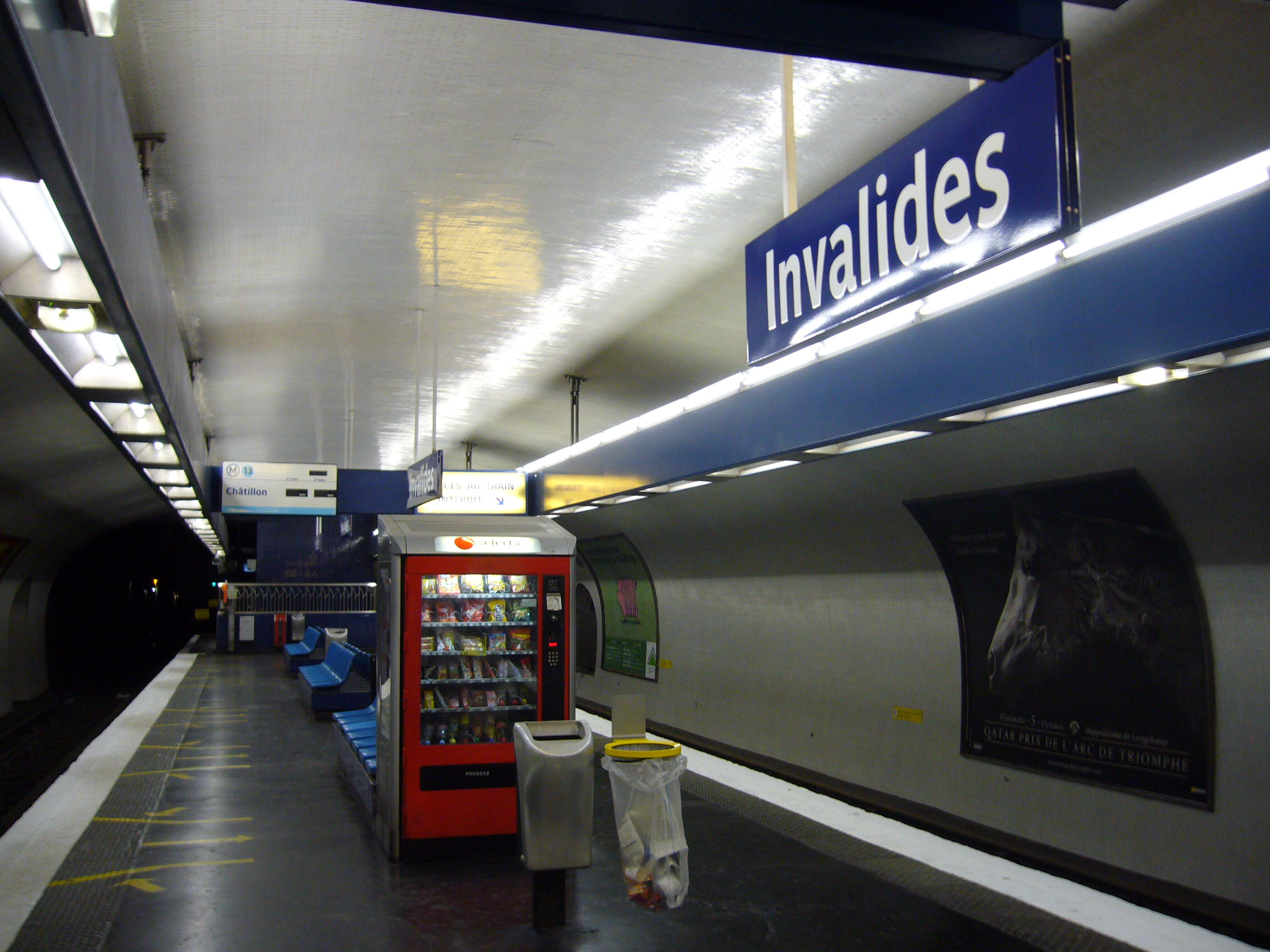
Estação da Linha 13 antes da instalação de portas de plataforma automáticas

## Pontos turísticos
- Hôtel des Invalides
- Palácio Bourbon